# Farzad Bonyadi
Farzad 'Freddy' Bonyadi (1959) is een in Iran geboren Amerikaans professioneel pokerspeler. Hij won onder meer het $2.000 Limit Hold'em-toernooi van de World Series of Poker 1998 (goed voor $429.940,- prijzengeld), het $1.000 Deuce to Seven Triple Draw-toernooi van de World Series of Poker 2004 (goed voor $86.980,-) en het $2.500 No Limit Hold'em-toernooi van de World Series of Poker 2005 ($594.960,-). In 2021 wist hij zijn vierde WSOP-toernooi te winnen.
Bonyadi werd in Iran geboren, maar verhuisde in 1983 naar de Verenigde Staten. Daar werkte hij in eerste instantie voor verschillende casino's, als gastheer en manager. Hij verdiende tot en met november 2021 meer dan $4.559.000,- in pokertoernooien, cashgames niet meegerekend.

## Wapenfeiten
Bonyadi speelde zich in 1998 voor het eerst in het prijzengeld op de World Series of Poker (WSOP) door meteen zijn eerste titel te winnen. Dat jaar werd hij direct ook zesde in het $1.500 Seven-Card Stud Split-toernooi. Vervolgens haalde hij de finaletafel in het $3.000 Limit Hold'em-toernooi van de World Series of Poker 1999 (negende plaats), het $5.000 Limit Hold'em-toernooi van de World Series of Poker 2002 (vierde plaats) en het  $2.000 Limit Hold'em-toernooi van de World Series of Poker 2003 (zesde plaats).
De eerstvolgende twee keren dat Bonyadi weer finaletafels bereikte, waren in 2004 en 2005 goed voor zijn tweede en derde WSOP-titel. Vervolgens moest hij tot de World Series of Poker 2010 wachten om nog eens bij de laatste negen te komen. In het $2500 Limit Deuce to Seven Triple Draw-toernooi was de negende plaats zijn eindstation.
Bonyadi liet daarnaast ook op de World Poker Tour (WPT) verschillende keren nadrukkelijk van zich horen. Op het $25.000 No Limit Hold'em - WPT Championship van de Ninth Annual Five Star World Poker Classic 2011 werd hij tweede achter Scott Seiver. Daarmee pakte hij voor het eerst een prijs van meer dan één miljoen dollar ($1.061.900,-). Eerder werd hij al eens vijfde in het $5.000 No Limit Hold'em Main Event van de WPT Legends of Poker 2003 en achtste in het $10.000 No Limit Hold'em-toernooi van de WPT World Poker Finals 2003.

## WSOP-titels
| Jaar                       | Toernooi                                    | Prijs      |
| -------------------------- | ------------------------------------------- | ---------- |
| World Series of Poker 1998 | $2.000 Limit Hold'em                        | $429.940,- |
| World Series of Poker 2004 | $1.000 Deuce to Seven Triple Draw           | $86.980,-  |
| World Series of Poker 2005 | $2.500 No Limit Hold'em                     | $594.960,- |
| World Series of Poker 2021 | $10.000 No Limit Deuce to Seven Single Draw | $297.051,- |